# Leyes del pensamiento

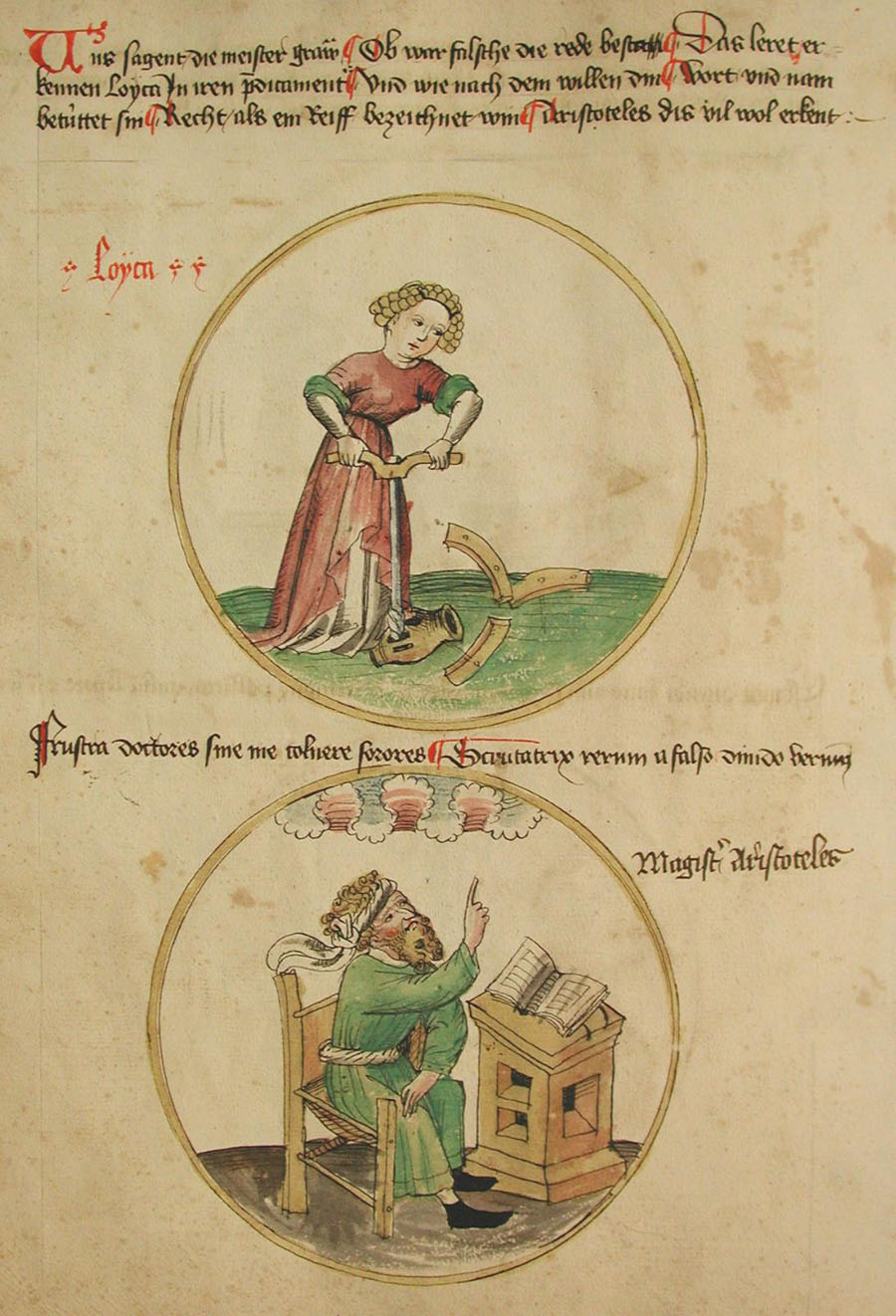
Ilustración de leyes del pensamiento.

En lógica, las leyes del pensamiento o principios del pensamiento son reglas de inferencia axiomáticas fundamentales que permiten llegar a una consecuencia lógica válida. En lógica clásica, existen 3 principios básicos:
- Principio de identidad: establece que X es X. Por ejemplo, es cierto que el Sol es el Sol, que la Luna es igual a la Luna o que Sócrates es idéntico a Sócrates.
- Principio de no contradicción: establece que X no puede ser y no ser en el mismo espacio-tiempo. Por ejemplo, es de día o no es de día, pero ambos no pueden coexistir ni ser ciertos a la vez.
- Principio del tercero excluido: establece que X es verdadero o falso, pero no hay una tercera opción ni una verdad a medias. Por ejemplo, es cierto que todos los seres humanos son mortales y es falso que sean inmortales, y no hay otro posible juicio aplicable a estas mismas proposiciones, es decir, para estas afirmaciones no hay un tercer juicio de valor válido.

Algunos filósofos como Leibniz añaden dos principios más:
- Principio de razón suficiente: establece que X tiene una razón para ser, y esa razón es suficiente. Por ejemplo, la tercera ley de Newton que establece que a toda acción corresponde una reacción es lo suficientemente razonable para ser así.
- Principio de identidad de los indiscernibles: establece que si X comparte todas las propiedades cualitativas de Y, entonces X es lo mismo que Y. Por ejemplo, en la operación matemática de igualdad {\displaystyle 1+1=2}. o también 2+2=4